# Saint-Dié-des-Vosges Volley-ball
Maillots
Actualités
Saint-Dié-des-Vosges Volley-ball est un club féminin de volley-ball français, basé à Saint-Dié-des-Vosges et évoluant en Élite féminine (deuxième niveau national) depuis la saison 2018-2019. 
Le club a également une équipe B féminine évoluant en pré-nationale ainsi qu’une équipe masculine en division régionale. Saint-Dié-des-Vosges Volley-Ball assure la formation des jeunes volleyeurs et volleyeuses à travers ses équipes : section baby-volley ; M13 ; M15 ; M17 ; section école de volley (en partenariat avec le collège Souhait).

## Historique
- 1955 : création du club[2] (anciennement Sports Réunis Déodatiens puis Smash Réception Defense Volley-ball).
- 2015 : accession en Nationale 3.
- 2016 : accession en Nationale 2.
- 2018 : accession en Élite féminine.
- 2020 : première accession en Playoffs d'Élite féminine[3]
- 2024 : remporte la coupe de France fédérale féminine.
- 2025 :  remporte à nouveau la coupe de France fédérale féminine et remporte le championnat d’Élite féminine en terminant la saison invaincu. Les Louves accèdent à la Ligue A "Saforelle Power 6".

## Palmarès
- Championnat de France Élite (1) :
  - Champion en 2025.
- Coupe de France amateur (2) :
  - Vainqueur en 2024, 2025.

## Présidents
- Années 2000 :  Pierre Mercier[4]
- ?-2014 :  Gilbert Hacquard
- 2014-2023 :  Pierre Mercier[5]
- 2023- :  Apoline Mercier & Adrien Christophe[6]